# Мюзет (инструмент)
Мюзет, мюзет де кур (фр. musette de cour, от старофр. muse — 'дудка') — музыкальный инструмент, французская разновидность волынки, широко распространённая в XVII—XVIII веках.
Мюзет представляет собой небольшую волынку с мехом из ткани, мехами для нагнетания воздуха, двумя мелодическими трубками, (основной и дополнительной, с игровыми отверстиями и клапанами), патрубком для перестройки инструмента и особым «бурдонным бочонком» с несколькими тростями и звуковыми каналами. Во время игры волынщик прижимал мех локтем; возможно, подобная техника игры возникла из-за того, что аристократам, в среде которых был популярен этот инструмент, не подобало иметь комичный вид из-за надутых щёк. Волынки сходной конструкции, помимо Франции, известны и в других странах: Чехии, Польше, Венгрии, Ирландии.

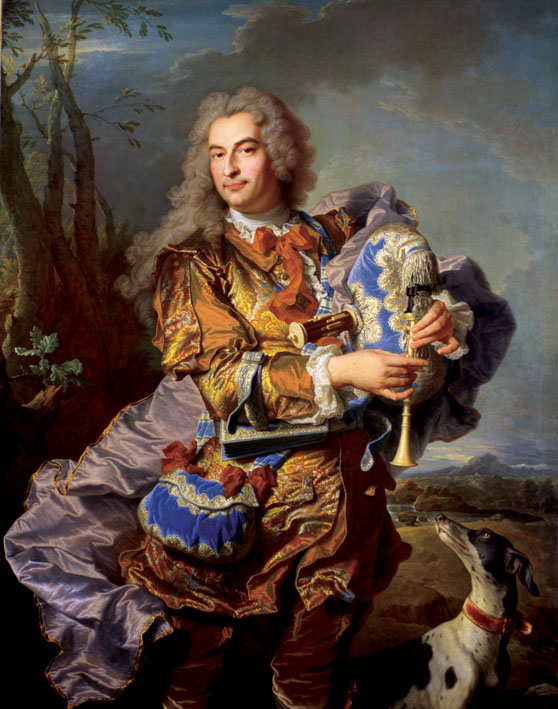
Гиацинт Риго. Портрет Гаспара де Гидана, играющего на мюзете. 1738

Наиболее раннее упоминание французского мюзета встречается у Мерсенна в 1636—1637 году. Отдельный трактат ему посвятил Пьер Боржон де Селери (Traité de la musette, 1672). Инструмент, описываемый Мерсенном и Боржоном де Селери, имел диапазон чуть более октавы; впоследствии он расширился до приблизительно двух с половиной октав. В XVIII веке мюзет и технику игры на нём подробно описывал Жак-Мартен Оттетер (внёсший также усовершенствования в его конструкцию).
Поскольку мюзеты были распространены преимущественно в аристократической среде, они нередко изготовлялись как предметы роскоши: мех покрывался шёлком или бархатом, а трубки делались из слоновой кости. Инструмент использовался как для домашнего, так и для профессионального музицирования, в том числе в камерной и театральной музыке. В числе прочего под его аккомпанемент исполнялся народный танец, пользовавшийся популярностью при дворе Людовика XIV и Людовика XV. Впоследствии этот танец также получил название «мюзет» и стал включаться в оперно-балетные дивертисменты, а также в инструментальные произведения (сюиты, сонаты и пр.).